# Шариф, Рахиль
Рахиль Шариф (англ. Raheel Sharif; 16 июня 1956) — генерал пакистанских вооружённых сил. Главнокомандующий войсками Исламской военной коалиции с 6 января 2017 года. В период с 29 ноября 2013 по 29 ноября 2016 года занимал должность командующего сухопутными войсками Пакистана, сменив на этом посту Ашфака Парвеза Кайани.

## Биография

### Ранние годы
Рахиль родился в 1956 году в Кветте, провинция Белуджистан, его родители прибыли туда из округа Гуджрат. Его отец Мухаммед Шариф был майором пакистанских вооружённых сил. В 1971 году старший брат Шаббир Шариф погиб во время войны против Индии, он был одноклассником будущего президента Первеза Мушаррафа. Рахиль Шариф не имеет родственных связей с премьер-министром Навазом Шарифом.

### Военная карьера
Закончил государственный колледж в Лахоре, затем продолжил обучение в Военной академии Пакистана. В 1976 году поступил на военную службу в 6-ю дивизию пограничного корпуса. Рахиль стал подниматься по служебной лестнице благодаря помощи одноклассника своего погибшего брата Первеза Мушаррафа, благодаря его воле Рахилю доверили командование 11-й пехотной дивизией. 27 ноября 2013 года премьер-министр Наваз Шариф назначил Рахиля на должность командующего сухопутными войсками Пакистана. Рахиль Шариф играет важную роль в военной иерархии страны, принципиально выступает против Индии и движения Талибан. С 6 января 2017 года является главнокомандующим войсками Исламской военной коалиции, борющейся с терроризмом.